# Saint-Michel (Gers)
Saint-Michel település Franciaországban, Gers megyében. Lakosainak száma 246 fő (2022. január 1.). Saint-Michel Bazugues, Belloc-Saint-Clamens, Berdoues, Moncassin, Montaut, Ponsampère, Sainte-Dode, Saint-Élix-Theux és Sauviac községekkel határos.

## Népesség
A település népessége az elmúlt években az alábbi módon változott:
| Lakosok száma | 373  | 316  | 276  | 260  | 263  | 261  | 253  | 244  | 244  | 246  |
|               | 1968 | 1982 | 1990 | 2006 | 2013 | 2015 | 2017 | 2019 | 2020 | 2022 |